# ジャーディン・ロイド・トンプソン

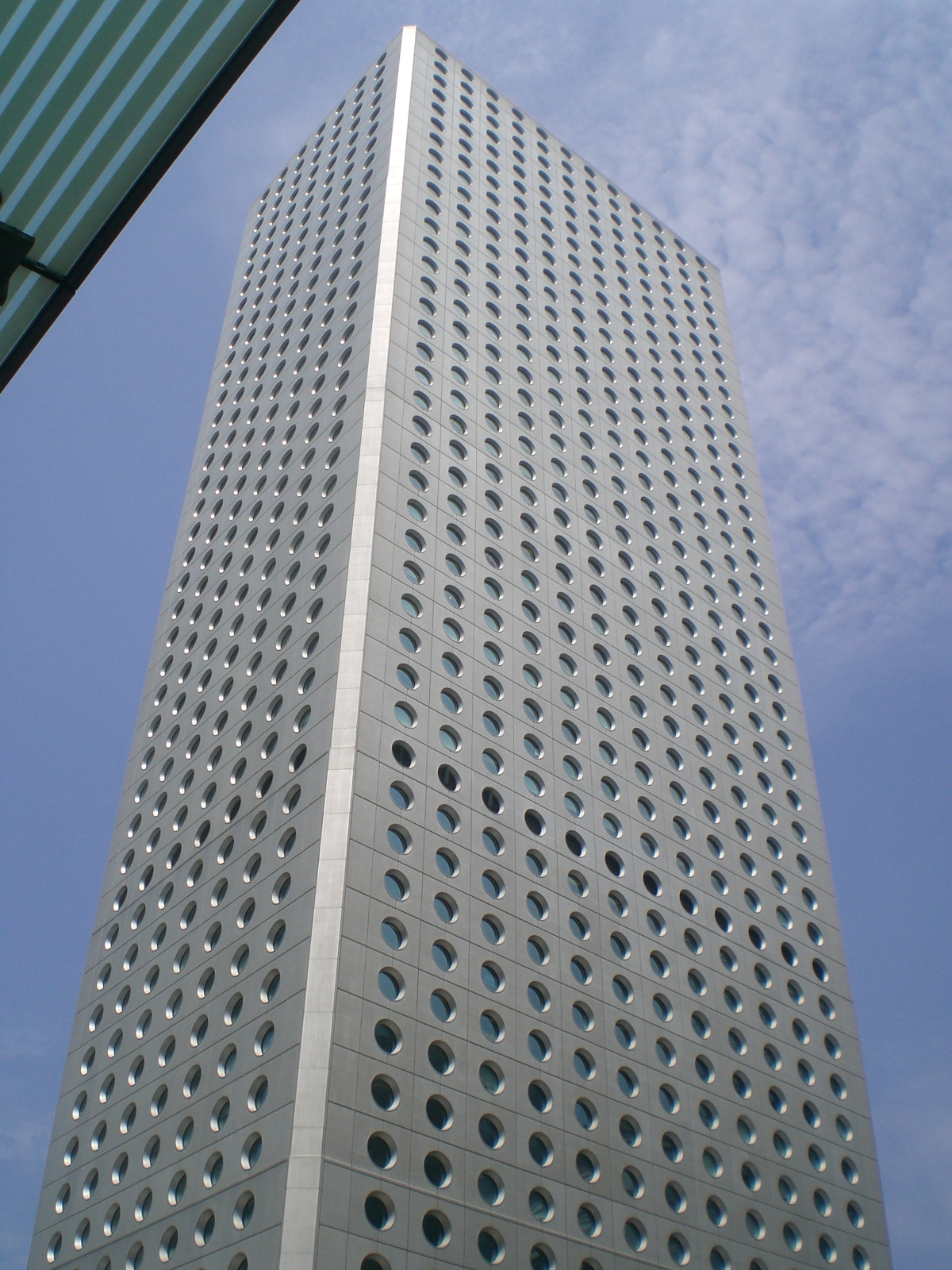
ジャーディン・マセソン社屋
（ジャーディン・ハウス）

ジャーディン・ロイド・トンプソン（Jardine Lloyd Thompson Group）は、イギリス・ロンドンに本社を置く保険関連企業。ロンドン証券取引所に上場している。欧州を代表する株価指数であるFTSE250種総合株価指数の算出採用銘柄企業。 
英国系コングロマリット「ジャーディン・マセソン」のグループ会社。1997年2月、JIB（Jardine Insurance Brokers）と、Lloyd Thompson Groupの合併により設立。
世界120ヶ国以上の地域にてリスクマネジメント、保険、再保険ブローカー、アンダーライティング、クレーム・コンサルティング、エンプロイ・ベネフィット等の業務を提供する世界最大級（欧州最大）の保険ブローカーのひとつ。

## 沿革
- History  Jardine Lloyd Thompson
  - 1832年 ジャーディン・マセソン設立
  - 1972年 JIB（Jardine Insurance Brokers）設立
  - 1981年 Lloyd Thompson Group設立
  - 1997年 合併によりジャーディン・ロイド・トンプソン設立

## 参照
- ジャーディン・マセソン
- FTSE250種総合株価指数
- Jardine Matheson - 本社HP
  - Jardine Matheson Group - ジャーディン・マセソン・グループ一覧
  - Jardines - 175Years of Looking to The Future - 創業175周年の歴史

## 同業他社
- マーシュ・アンド・マクレナン
- エーオン
- ウィリス・グループ